# Eumacroxiphus vaginatus
Eumacroxiphus vaginatus är en insektsart som först beskrevs av Francois Jules Pictet de la Rive 1888.  Eumacroxiphus vaginatus ingår i släktet Eumacroxiphus och familjen vårtbitare. Inga underarter finns listade i Catalogue of Life.